# Rosgorgia inexspectata
Rosgorgia inexspectata is een zachte koraalsoort uit de familie Subergorgiidae. De koraalsoort komt uit het geslacht Rosgorgia. Rosgorgia inexspectata werd in 2001 voor het eerst wetenschappelijk beschreven door Lopez Gonzalez & Gili. 